# Корфово
Ко́рфово — село в Тамбовском районе Амурской области, Россия. Входит в Красненский сельсовет.
Названо в честь Андрея Николаевича Корфа (1831—1893), первого Приамурского генерал-губернатора.

## География
Село Корфово стоит на левом берегу реки Амур, в 45 км ниже Благовещенска.
Дорога к селу Корфово идёт на запад от районного центра Тамбовского района села Тамбовка (через Раздольное, Куропатино и Красное), расстояние — 54 км.
Административный центр Красненского сельсовета село Красное стоит на левом берегу Амура в 10 км выше Корфово (на север).
От села Корфово на юго-восток идёт дорога к селу Муравьёвка.

## Население
| 2002 | 2010 | 2012 | 2013 | 2014 | 2015 | 2016 |
| ---- | ---- | ---- | ---- | ---- | ---- | ---- |
| 126  | ↘107 | ↘103 | ↘95  | ↘94  | ↘79  | ↘69  |
| 2017 | 2018 |      |      |      |      |      |
| ↘68  | ↗72  |      |      |      |      |      |